# Liste der Monuments historiques in Autrey (Meurthe-et-Moselle)
Die Liste der Monuments historiques in Autrey führt die Monuments historiques in der französischen Gemeinde Autrey auf.

## Liste der Objekte
| Bezeichnung                                       | Beschreibung                     | Standort                                   | Kennzeichnung | Schutzstatus | Datum | Bild |
| ------------------------------------------------- | -------------------------------- | ------------------------------------------ | ------------- | ------------ | ----- | ---- |
| Zwei Grabsteine für Angehörige der Familie Amoise | Stein, Ende des 15. Jahrhunderts | in der Kirche Nativité-de-la-Vierge (Lage) | PM54000022    | Classé       | 1908  |      |